# فاطمه بطایحی
فاطمه بَطایِحی (۱۲۲۷ - ۱۳۱۱م) (نسب: فاطمه بنت ابراهیم بن محمود بن جوهر بطائحی) محدث شامی بود. صحیح مسلم را نزد فقیه بزرگ مسلمانان حنفی فراگرفت. تقی‌الدین سبکی از شاگردان او بود. در ۲۵ صفر ۷۱۱ق درگذشت و در جبل قاسیون دفن شد.   